# Meindert Hobbema
Meindert Hobbema (Amsterdã, 31 de Outubro de 1638 — id., 17 de Dezembro de 1709) foi um pintor, neerlandês.
Hobbema assinou sua primeira pintura aos vinte anos, casou-se com uma empregada da qual teve três filhos e ocupou, depois de 1669, a função de medidor municipal.
Sua fama data do século XIX, quando foi redescoberto. Inúmeras de suas obras mostram, em quase todos os museus europeus, vistas da Guéldria ocidental. Sua obra-prima, pintada em 1689, é A estrada para Middelharnis. Outras obras como Paisagem ensoladara, de Rotterdam, Ruínas de Brederode e Moinho de água também destacam-se.
Pintou um universo firmemente luminoso e acolhedor, mas estreito. Hobbema é, com Ruisdael (de quem foi aluno e posteriormente rival), o mais célebre dos paisagistas holandeses dos século XVII.